# Portiragnes
Portiragnes [poʁ.ti.ʁa.ɲə] (en occitan Portiranhas [pur.ti.'ra.ɲɔs]) est une commune française située dans le sud du département de l'Hérault en région Occitanie.
Exposée à un climat méditerranéen, elle est drainée par le canal du Midi, le ruisseau de l'Ardaillou, le ruisseau de la Maïre Vieille et par divers autres petits cours d'eau. La commune possède un patrimoine naturel remarquable : trois sites Natura 2000 (le « plateau de Roquehaute », « la Grande Maire » et « est et sud de Béziers »), trois espaces protégés (la réserve naturelle nationale de Roque-Haute, « la Grande Maire » et la « Roque Haute ») et cinq zones naturelles d'intérêt écologique, faunistique et floristique. On distingue Portiragnes-Village  et Portiragnes-Plage, station balnéaire.
Portiragnes est une commune rurale et littorale qui compte 3 388 habitants en 2022. Elle est dans l'unité urbaine de Portiragnes et fait partie de l'aire d'attraction de Béziers. Ses habitants sont appelés les Portiragnais ou  Portiragnaises.

## Géographie

### Localisation
Portiragnes est situé le long de la Mer Méditerranée. La commune est bordée par celles de Béziers, Vias et Sérignan.

### Communes limitrophes
| Cers                   | Montblanc        |      |
| Villeneuve-lès-Béziers | Portiragnes      | Vias |
| Sérignan               | Mer Méditerranée |      |

### Généralités
La partie côtière dite Portiragnes-Plage (La Redoute-plage jusqu'en 1985 ou parfois simplement : La Redoute) possède le caractère commun au littoral du Languedoc : un cordon de plages appréciées des touristes. Au nord et à l'ouest de Portiragnes-Plage dans un secteur compris entre la plage, l'étang de la Grand Maïre (commune de Sérignan) et le canal du Midi, on trouve une zone humide appelée « Grand Salan », lieu de reproduction de diverses espèces d'oiseaux (flamants roses, guépiers, hérons cendrés, huppes, colverts, tadornes, ibis… et depuis quelques années un couple de cigognes). À l'est de Portiragnes-plage, en direction de Vias, c'est le domaine des campings qui accueillent une vingtaine de milliers de personnes durant l'été.
Au-delà du canal du Midi, en remontant vers le nord, on trouve le « village » puis une zone de garrigue en partie cultivée de vignes. L'« aéroport de Béziers - Cap d'Agde » s'y est implanté depuis la fin des années 1990. Dans la garrigue, il est possible d'observer des canepetières, espèce d'oiseaux rare (et protégée) dans la région.

### Géologie
La plaine alluviale de l’Orb, dans sa partie basse, est pour une grande part composée de sédiments (quaternaire). De Béziers à la mer s’épandent les matériaux les plus fins, argiles et limons. Plus généralement, le double bassin de l’Hérault et de l’Orb porte les marques de l’ancienne transformation de ces fleuves en « ria » (ou aber) lors d’un relèvement eustatique (voir Eustatisme) durant le Pliocène. En dessous de Béziers, le lit majeur de l’Orb, encore discernable malgré les activités humaines, est encadré sur la rive gauche par un plateau de molasses marines,.
Mais, pour Portiragnes, le phénomène le plus marquant est l’importance des basaltes issus du volcanisme. Sur le territoire de la commune, le volcan de Roque-Haute est l’un des plus méridionaux d’une série de volcans alignés grossièrement nord-sud (partant du nord de Millaud jusqu’à une dizaine de kilomètres en mer au sud du Cap d’Agde) qui deviennent de plus en plus « jeunes » au fur et à mesure qu’on s’avance vers le sud. De type strombolien – donc au volcanisme explosif, projectif – le volcan de la Roque-Haute serait le plus jeune volcan du Languedoc, actif il y a « seulement » 0,56 million d’années (bien que d’autres proposent 0,8 ou 0,64 million d’années). Sa faible taille (il n’est qu’une modeste colline) indiquerait que ses éruptions ont peu duré (quelques jours ou semaines) et ont été peu productives. Manifestations secondaires du «point chaud» sous le Massif Central ou des étirements des rivages méditerranéens ? L’origine de ces volcans du Bas-Languedoc fait encore débat.

### Climat
Pour des articles plus généraux, voir Climat de l'Occitanie et Climat de l'Hérault.
En 2010, le climat de la commune est de type climat méditerranéen franc, selon une étude s'appuyant sur une série de données couvrant la période 1971-2000. En 2020, Météo-France publie une typologie des climats de la France métropolitaine dans laquelle la commune est exposée à un climat méditerranéen et est dans la région climatique  Provence, Languedoc-Roussillon, caractérisée par une pluviométrie faible en été, un très bon ensoleillement (2 600 h/an), un été chaud (21,5 °C), un air très sec en été, sec en toutes saisons, des vents forts (fréquence de 40 à 50 % de vents > 5 m/s) et peu de brouillards.
Pour la période 1971-2000, la température annuelle moyenne est de 14,8 °C, avec une amplitude thermique annuelle de 15,9 °C. Le cumul annuel moyen de précipitations est de 583 mm, avec 5,1 jours de précipitations en janvier et 2,3 jours en juillet. Pour la période 1991-2020, la température moyenne annuelle observée sur la station météorologique installée sur la commune est de 15,3 °C et le cumul annuel moyen de précipitations est de 555,3 mm,. Pour l'avenir, les paramètres climatiques de la commune estimés pour 2050 selon différents scénarios d'émission de gaz à effet de serre sont consultables sur un site dédié publié par Météo-France en novembre 2022.
| Mois                                  | jan.            | fév.          | mars          | avril           | mai           | juin          | jui.          | août            | sep.          | oct.            | nov.            | déc.          | année     |
| ------------------------------------- | --------------- | ------------- | ------------- | --------------- | ------------- | ------------- | ------------- | --------------- | ------------- | --------------- | --------------- | ------------- | --------- |
| Température minimale moyenne (°C)     | 3,6             | 3,5           | 6             | 8,7             | 12,2          | 15,9          | 18,3          | 18              | 14,6          | 12              | 7,3             | 4             | 10,3      |
| Température moyenne (°C)              | 7,8             | 8,3           | 11,1          | 13,6            | 17,2          | 21,4          | 24            | 23,7            | 19,9          | 16,5            | 11,6            | 8,3           | 15,3      |
| Température maximale moyenne (°C)     | 12,1            | 13,1          | 16,3          | 18,6            | 22,3          | 27            | 29,7          | 29,3            | 25,3          | 21              | 15,9            | 12,6          | 20,3      |
| Record de froid (°C) date du record   | −9,6 05.01.1995 | −7,6 11.02.12 | −8,7 02.03.05 | −1,6 14.04.1998 | 3,4 01.05.01  | 7,4 12.06.19  | 9,8 13.07.00  | 10,1 30.08.1998 | 6,3 29.09.20  | −0,8 31.10.1997 | −7,4 22.11.1998 | −8,1 17.12.01 | −9,6 1995 |
| Record de chaleur (°C) date du record | 21,1 13.01.04   | 23,8 19.02.23 | 28,1 30.03.12 | 32,5 08.04.11   | 33,6 28.05.06 | 39,7 28.06.19 | 40,4 15.07.22 | 39,4 02.08.22   | 34,8 23.09.18 | 33,1 02.10.1997 | 24,9 09.11.15   | 21,4 23.12.22 | 40,4 2022 |
| Précipitations (mm)                   | 47,5            | 52            | 41,4          | 51,2            | 42,4          | 26,3          | 13,7          | 25,5            | 61,6          | 83,9            | 68,6            | 41,2          | 555,3     |

### Milieux naturels et biodiversité

#### Espaces protégés
La protection réglementaire est le mode d’intervention le plus fort pour préserver des espaces naturels remarquables et leur biodiversité associée,.
Trois espaces protégés sont présents sur la commune : 
- la réserve naturelle nationale de Roque-Haute, créée en 1955 et occupant une superficie de 160 hasur le site d'un ancien volcan, elle protège un ensemble de mares temporaires (plus de 200) qui sont apparues après l'abandon d'une carrière de basalte[12],[13] ;
- « la Grande Maire », un terrain acquis par le Conservatoire du Littoral, d'une superficie de 156 ha[14],[15] ;
- la « Roque Haute », un terrain acquis par le Conservatoire du Littoral, d'une superficie de 5,6 ha[16],[17].

#### Réseau Natura 2000

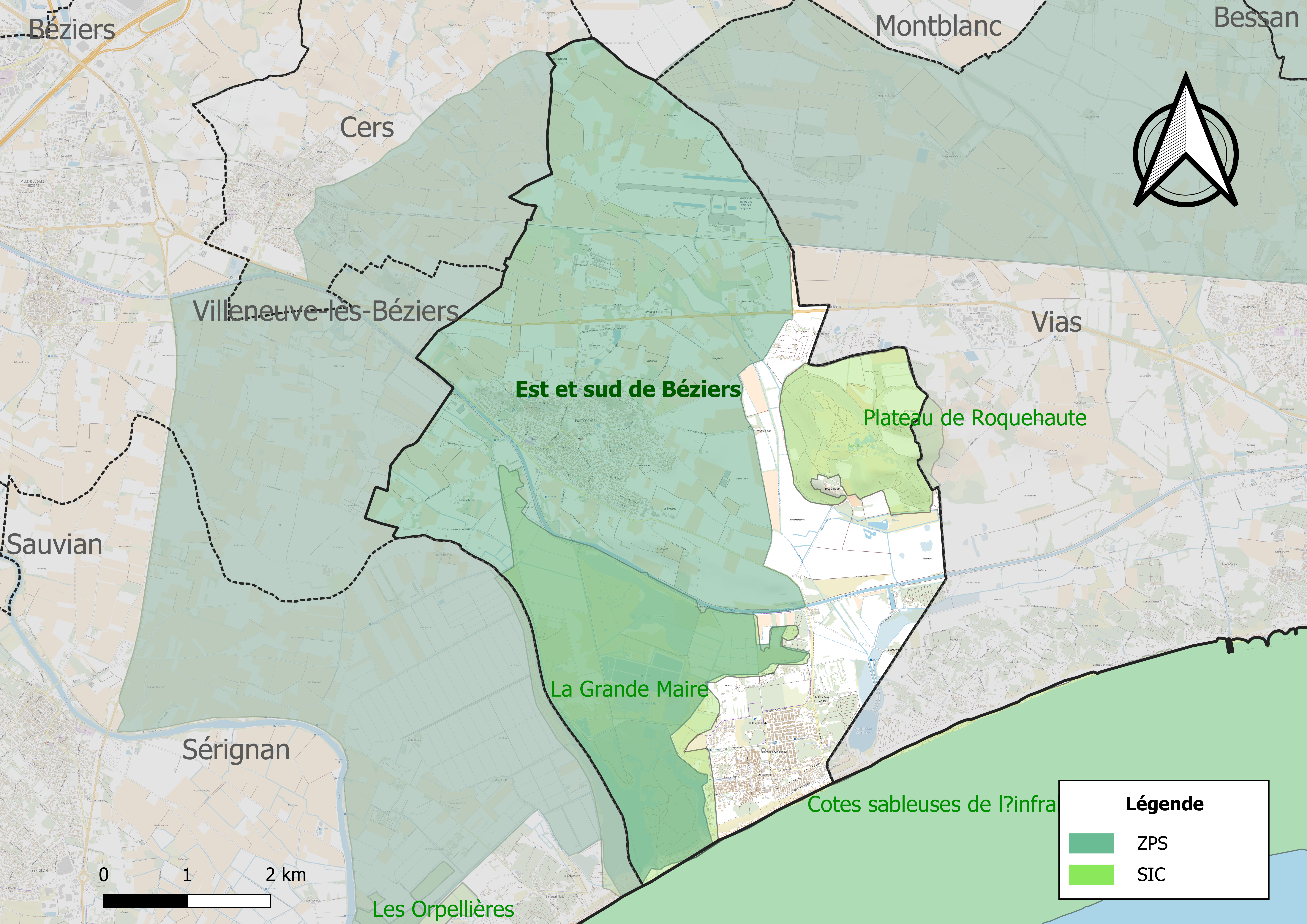
Sites Natura 2000 sur le territoire communal.

Le réseau Natura 2000 est un réseau écologique européen de sites naturels d'intérêt écologique élaboré à partir des directives habitats et oiseaux, constitué de zones spéciales de conservation (ZSC) et de zones de protection spéciale (ZPS).
Deux sites Natura 2000 ont été définis sur la commune au titre de la directive habitats :
- le « plateau de Roquehaute », d'une superficie de 154,83 ha, un site exceptionnel comprenant plus de 200 mares temporaires méditerranéennes d'une très grande richesse floristique et offrant de nombreux faciès et de nombreux éléments d'associations de l'Isoetion[20] ;
- « la Grande Maire », d'une superficie de 422 ha, une petite surface des milieux naturels typiques des côtes basses languedociennes : un cordon dunaire constitué des dunes typiques méditerranéennes de l'avant-dune, à la dune blanche et à la dune grise (dune fixée)t en bon état de conservation et, en arrière de ce cordon, une zone humide avec des formations imbriquées en mosaïque (sansouires, lagunes et prés salés)[21] ;

et un au titre de la directive oiseaux : 
- « est et sud de Béziers », d'une superficie de 6 102 ha, constituée d'une vaste mosaïque de zones cultivées ponctuées de haies et de petits bois et la proximité de zones humides littorales de grande étendue, favorable à de nombreuses espèces d'oiseaux à forte valeur patrimoniale : le Rollier d'Europe, l'Outarde canepetière, le Circaète Jean-le-Blanc, le Milan noir et le Bruant ortolan[22].

#### Zones naturelles d'intérêt écologique, faunistique et floristique
L’inventaire des zones naturelles d'intérêt écologique, faunistique et floristique (ZNIEFF) a pour objectif de réaliser une couverture des zones les plus intéressantes sur le plan écologique, essentiellement dans la perspective d’améliorer la connaissance du patrimoine naturel national et de fournir aux différents décideurs un outil d’aide à la prise en compte de l’environnement dans l’aménagement du territoire.
Quatre ZNIEFF de type 1 sont recensées sur la commune :
- le « domaine de Roque-Haute » (127 ha), couvrant 2 communes du département[24] ;
- « la Grande Maïre » (388 ha), couvrant 2 communes du département[25] ;
- le « lido de la Grande Maïre » (15 ha), couvrant 3 communes du département[26] ;
- la « plaine de Béziers-Vias » (606 ha), couvrant 4 communes du département[27] ;

et une ZNIEFF de type 2, : 
le « marais et ancien grau du Libron » (331 ha), couvrant 2 communes du département.

Carte des ZNIEFF de type 1 et 2 à Portiragnes.
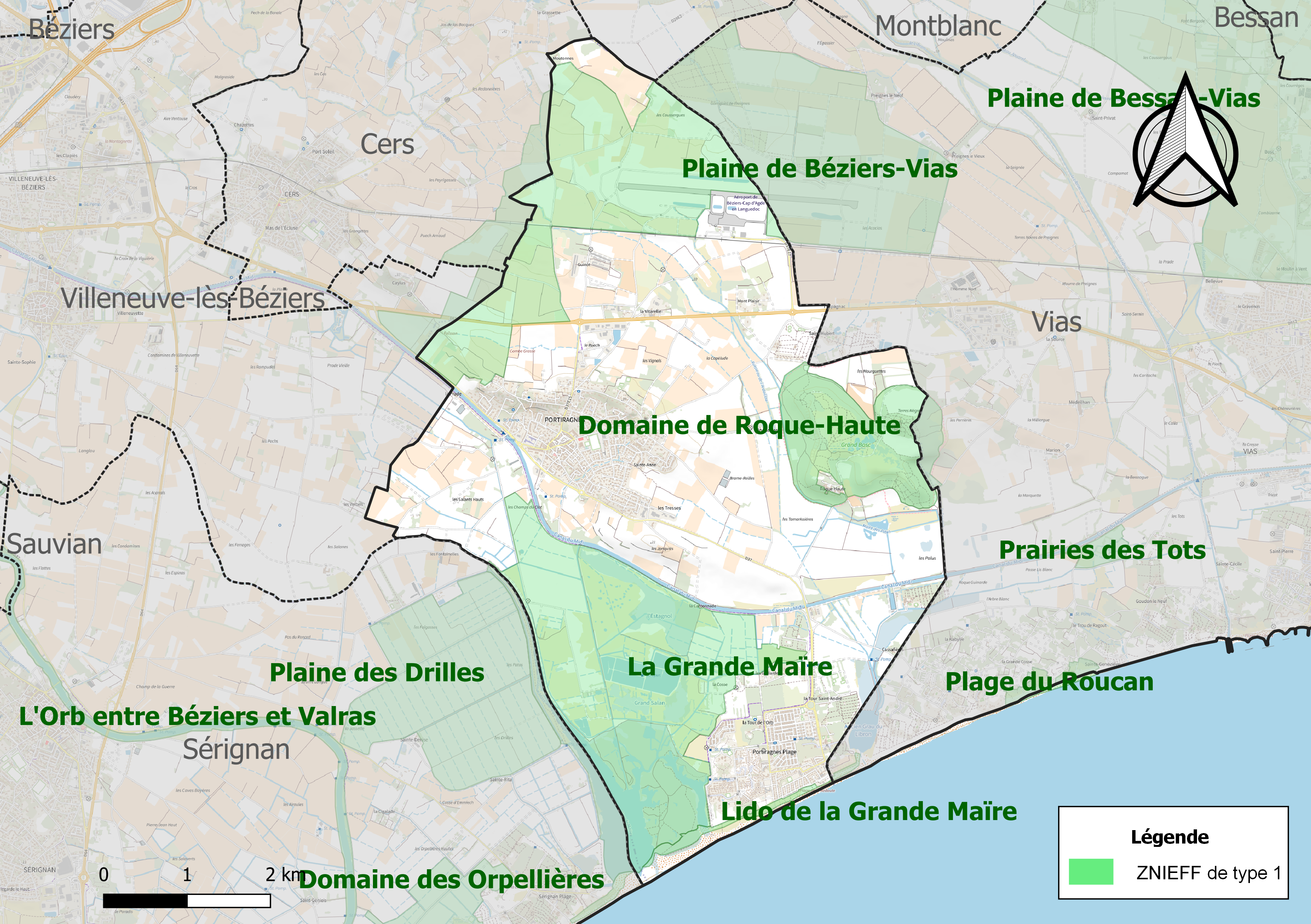
Carte des ZNIEFF de type 1 sur la commune.
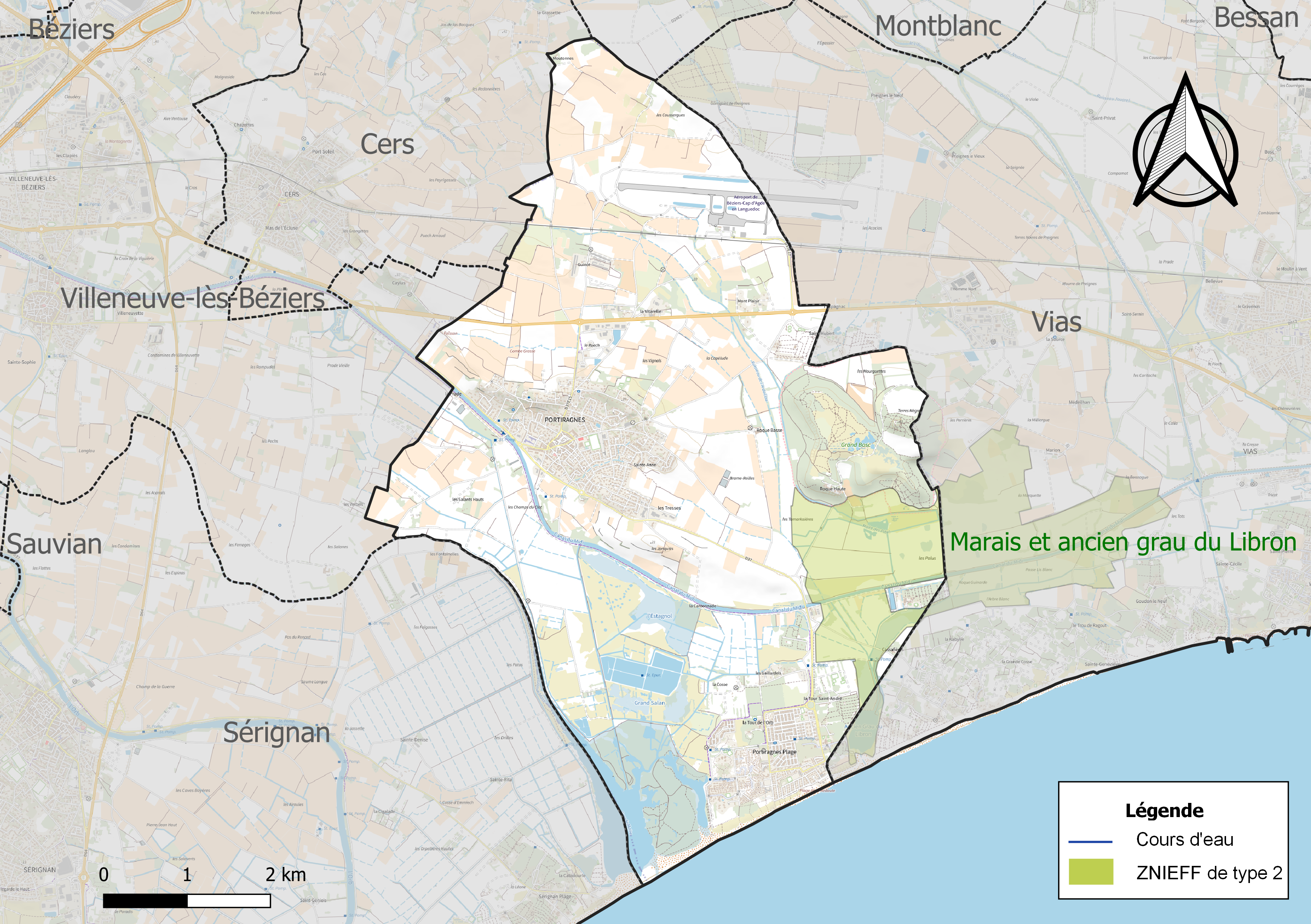
Carte de la ZNIEFF de type 2 sur la commune.

## Urbanisme

### Typologie
Au 1er janvier 2024, Portiragnes est catégorisée bourg rural, selon la nouvelle grille communale de densité à sept niveaux définie par l'Insee en 2022.
Elle appartient à l'unité urbaine de Portiragnes, une unité urbaine monocommunale constituant une ville isolée,. Par ailleurs la commune fait partie de l'aire d'attraction de Béziers, dont elle est une commune de la couronne,. Cette aire, qui regroupe 53 communes, est catégorisée dans les aires de 50 000 à moins de 200 000 habitants,.
La commune, bordée par la mer Méditerranée, est également une commune littorale au sens de la loi du 3 janvier 1986, dite loi littoral. Des dispositions spécifiques d’urbanisme s’y appliquent dès lors afin de préserver les espaces naturels, les sites, les paysages et l’équilibre écologique du littoral, tel le principe d'inconstructibilité, en dehors des espaces urbanisés, sur la bande littorale des 100 mètres, ou plus si le plan local d’urbanisme le prévoit.

### Occupation des sols
L'occupation des sols de la commune, telle qu'elle ressort de la base de données européenne d’occupation biophysique des sols Corine Land Cover (CLC), est marquée par l'importance des territoires agricoles (67 % en 2018), en diminution par rapport à 1990 (72,3 %). La répartition détaillée en 2018 est la suivante : 
cultures permanentes (33,8 %), zones agricoles hétérogènes (33,2 %), zones urbanisées (9,8 %), zones humides côtières (9,6 %), milieux à végétation arbustive et/ou herbacée (4,7 %), zones industrielles ou commerciales et réseaux de communication (4,1 %), espaces verts artificialisés, non agricoles (3,7 %), eaux maritimes (0,9 %), espaces ouverts, sans ou avec peu de végétation (0,3 %), terres arables (0,1 %). L'évolution de l’occupation des sols de la commune et de ses infrastructures peut être observée sur les différentes représentations cartographiques du territoire : la carte de Cassini (XVIIIe siècle), la carte d'état-major (1820-1866) et les cartes ou photos aériennes de l'IGN pour la période actuelle (1950 à aujourd'hui).

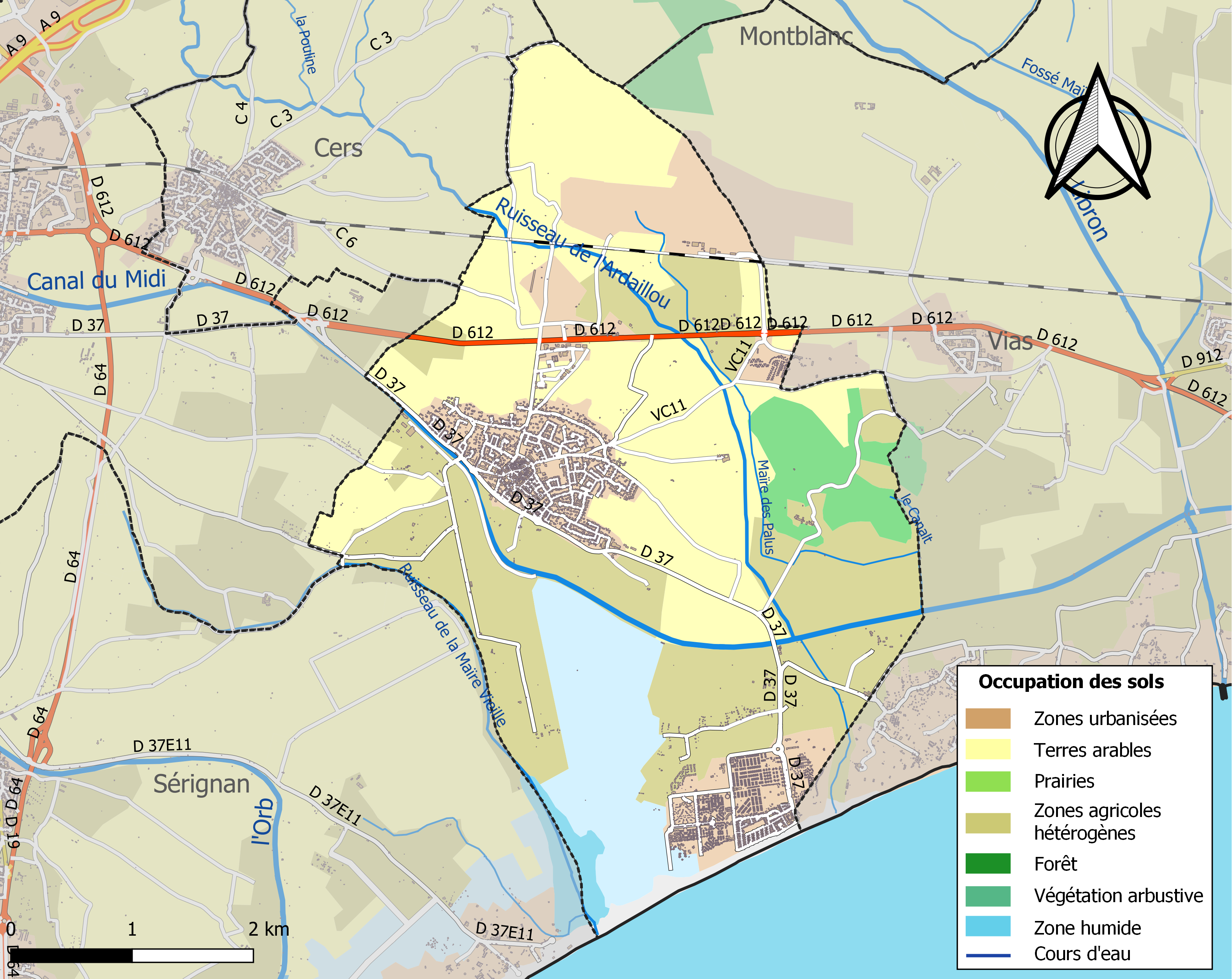
Carte des infrastructures et de l'occupation des sols de la commune en 2018 (CLC).

### Risques majeurs
Le territoire de la commune de Portiragnes est vulnérable à différents aléas naturels : météorologiques (tempête, orage, neige, grand froid, canicule ou sécheresse), inondations, feux de forêts et séisme (sismicité faible). Il est également exposé à deux risques technologiques, le transport de matières dangereuses et la rupture d'un barrage. Un site publié par le BRGM permet d'évaluer simplement et rapidement les risques d'un bien localisé soit par son adresse soit par le numéro de sa parcelle.

#### Risques naturels
La commune fait partie du territoire à risques importants d'inondation (TRI) de Béziers-Agde, regroupant 15 communes autour des bassins de vie de Béziers et d'Agde, un des 31 TRI qui ont été arrêtés fin 2012 sur le bassin Rhône-Méditerranée, retenu au regard des submersions marines et des débordements de cours d’eau, notamment d'ouest en est, de l'Orb, du Libron et de l'Hérault. Les crues historiques antérieures à 2019 les plus significatives sont celles du 26 septembre 1907, un épisode généralisé sur la quasi-totalité du bassin, et du 30 septembre 1958, un épisode cévenol en partie supérieure du bassin. Des cartes des surfaces inondables ont été établies pour trois scénarios : fréquent (crue de temps de retour de 10 ans à 30 ans), moyen (temps de retour de 100 ans à 300 ans) et extrême (temps de retour de l'ordre de 1 000 ans, qui met en défaut tout système de protection). La commune a été reconnue en état de catastrophe naturelle au titre des dommages causés par les inondations et coulées de boue survenues en 1982, 1986, 1987, 1993, 1995, 1996, 1997, 2001, 2005, 2014, 2018 et 2019,.
Portiragnes est exposée au risque de feu de forêt. Un plan départemental de protection des forêts contre les incendies (PDPFCI) a été approuvé en juin 2013 et court jusqu'en 2022, où il doit être renouvelé. Les mesures individuelles de prévention contre les incendies sont précisées par deux arrêtés préfectoraux et s’appliquent dans les zones exposées aux incendies de forêt et à moins de 200 mètres de celles-ci. L’arrêté du 25 avril 2002 réglemente l'emploi du feu en interdisant notamment d’apporter du feu, de fumer et de jeter des mégots de cigarette dans les espaces sensibles et sur les voies qui les traversent sous peine de sanctions. L'arrêté du 11 mars 2013 rend le débroussaillement obligatoire, incombant au propriétaire ou ayant droit,.

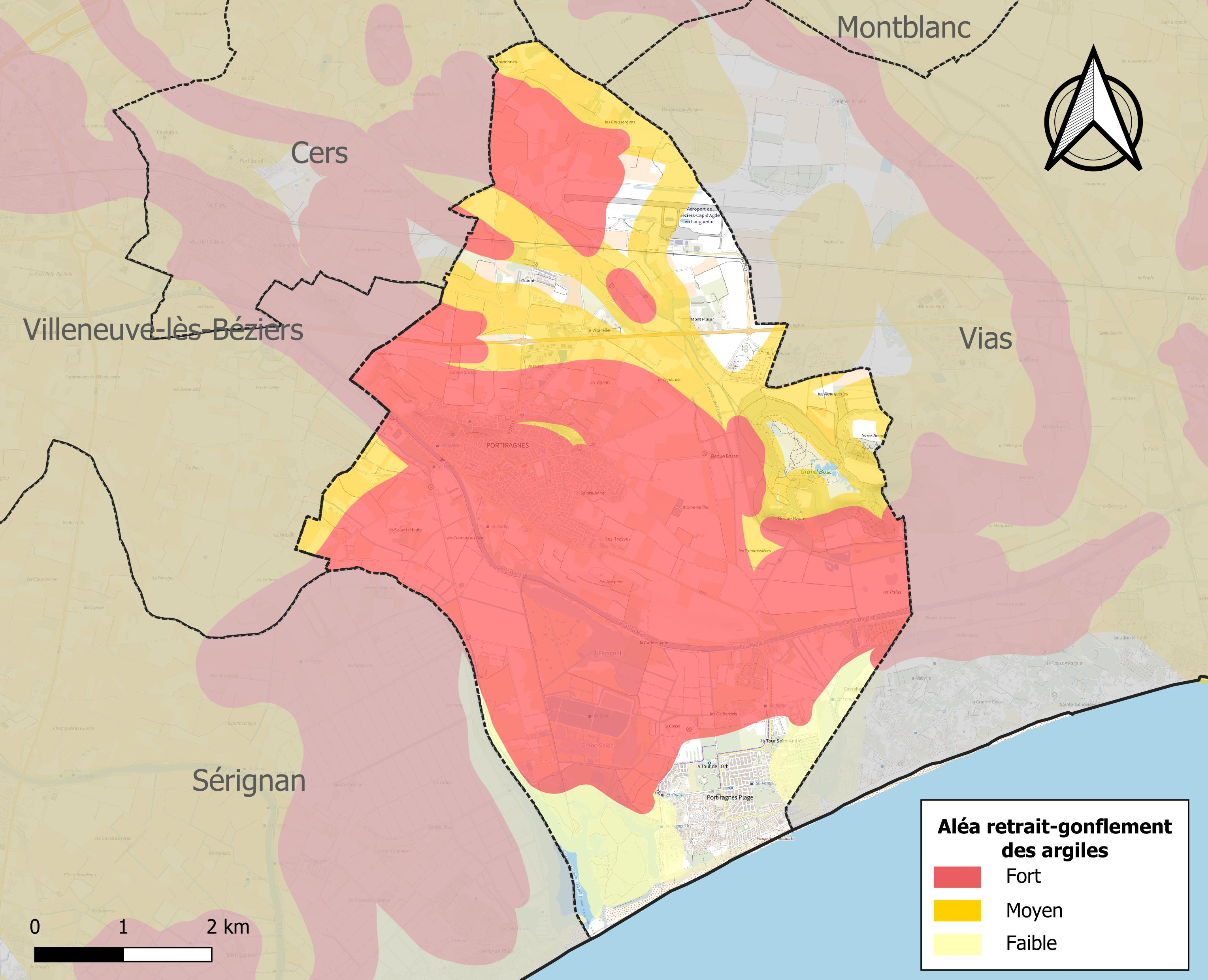
Carte des zones d'aléa retrait-gonflement des sols argileux de Portiragnes.

Le retrait-gonflement des sols argileux est susceptible d'engendrer des dommages importants aux bâtiments en cas d’alternance de périodes de sécheresse et de pluie. 81,4 % de la superficie communale est en aléa moyen ou fort (59,3 % au niveau départemental et 48,5 % au niveau national). Sur les 3 772 bâtiments dénombrés sur la commune en 2019, 1 600 sont en aléa moyen ou fort, soit 42 %, à comparer aux 85 % au niveau départemental et 54 % au niveau national. Une cartographie de l'exposition du territoire national au retrait gonflement des sols argileux est disponible sur le site du BRGM,.
Par ailleurs, afin de mieux appréhender le risque d’affaissement de terrain, l'inventaire national des cavités souterraines permet de localiser celles situées sur la commune.

#### Risques technologiques
Le risque de transport de matières dangereuses sur la commune est lié à sa traversée par des infrastructures routières ou ferroviaires importantes ou la présence d'une canalisation de transport d'hydrocarbures. Un accident se produisant sur de telles infrastructures est susceptible d’avoir des effets graves sur les biens, les personnes ou l'environnement, selon la nature du matériau transporté. Des dispositions d’urbanisme peuvent être préconisées en conséquence.
La commune est en outre située en aval du Barrage des monts d'Orb, un ouvrage de classe A sur l'Orb, mis en service en 1961 et disposant d'une retenue de 30,6 millions de mètres cubes. À ce titre elle est susceptible d’être touchée par l’onde de submersion consécutive à la rupture de cet ouvrage.

## Toponymie
Attestée sous les formes Guilhelmus clericus de Portainiacos (vers 1035), Rostagnus de Porcairanicis en 1116, Bernardus de Porcairanicis en 1118, Petri Gaucelini de Porcairanegues en 1141, Porchairanegues en 1142, in castro de Porcairanicis en 1152, ad Porcaranecas en 1179, apud Porcarainegues en 1213, castrum de Porcairanicis en 1231, Azalais de Porcairagues au XIIIe siècle, de Porcayranicis en 1351, de Porcairanicis au XVIe siècle, Portiraignes en 1708, Portiragnes en 1740.
Domaine gallo-romain : latin Porcarius, surnom de basse époque + suffixe -anicis. Le changement Porc > Port  peut s'expliquer par l'attraction tardive du mot « port », le village se trouvant au bord d'un étang asséché,

## Histoire
Les fouilles notamment du pont de la Roque-Haute et de Peiro Signado mettent en évidence, pour la Roque-Haute, une des plus anciennes installations du Néolithique (5750-5600 av. J.-C.) d’agriculteurs éleveurs dont l'origine semble toscane et, pour Peiro Signado, un peuplement également agricole mais d'origine différente, venant du nord.
Une douzaine d’établissements ruraux datant de l’Antiquité romaine ont été mis au jour (-121 à 462 après J.-C.). Avec la fin de l’empire romain, Portiragnes fait partie du royaume des Wisigoths. On a pu mettre à jour des vestiges datant de cette époque. Le village s’est implanté en bordure de l’embouchure de l’Orb qui se divisait en trois bras; l’un se jetant dans la Riviérette, le second dans la Grande Maïre et le troisième qui reste sensiblement le cours du fleuve actuel. La terre y était incultivable, car salée, couverte de salicornes et de saladelles. C’était une terre de moutons. Jusqu’à la 2e moitié du XXe siècle, les zones humides des marais étaient insalubres, infestées de moustiques et peu fréquentées.
Au Moyen-Âge, Portiragnes était sous la domination des évêques d’Agde avant que l’église devenue prieuré soit rattachée à la cathédrale de Béziers. Le droit de l’évêque d’Agde sur l’église Saint-Félix de Portiragnes est confirmé dans des écrits de 1156. Aux XIIe et XIIIe siècles, Azalaïs de Porcairagues, une personnalité noble et instruite, probablement originaire de Portiragnes – comme son nom l’indique, Porcairagues étant l’ancien nom du village - était très connue dans l’Europe entière en tant que jeune troubadour. Les femmes troubadours sont assez rares au Moyen-Âge, le terme de « troubadour » étant plutôt employé pour qualifier les auteurs/interprètes de chants lyriques relatant leurs exploits ou de poèmes d’amour.
Sous la Révolution, Portiragnes est un petit village de 60 feux en tout. La population du village était composée en majorité de bergers, de brassiers et de valets de labour. Les maisons, minuscules, sont en minorité par rapport aux écuries "patus" et pailliers. Les notables - tous parents ou alliés - sont les propriétaires des troupeaux, des champs et des pâturages. Ils ne vivent pas au village (mais à Villeneuve, Cers ou Béziers). Plusieurs façades d'aujourd'hui (rue Muette, du Vieux-Puits, de la Tour, place Saint-Jacques) portent des dates antérieures à 1789…
Vers la fin du XIXe siècle, c’est la vigne qui fait vivre le village.

## Politique et administration

### Liste des maires
| Période           | Période           | Identité                             | Étiquette     | Qualité                                   |
| ----------------- | ----------------- | ------------------------------------ | ------------- | ----------------------------------------- |
| 1800              | 17 août 1813      | Simon Ignace Cabanon                 |               | Propriétaire                              |
| 17 août 1813      | 30 octobre 1815   | François Belpel                      |               |                                           |
| 30 octobre 1815   | 18 septembre 1830 | Jean Pierre Joseph Cabanon d'Andrieu |               |                                           |
| 18 septembre 1830 | 4 juin 1832       | Guillaume Couly                      |               | Démissionnaire                            |
| 4 juin 1832       | 5 septembre 1832  | Louis Larentière                     |               | Adjoint, remplace le maire démissionnaire |
| 5 septembre 1832  | 22 octobre 1836   | Antoine Belpel                       |               |                                           |
| 22 octobre 1836   | 31 janvier 1841   | Martin Belpel                        |               |                                           |
| 31 janvier 1841   | 1849              | Hyacinthe Cairol                     |               |                                           |
| 1850              | 10 décembre 1854  | Etienne Couly                        |               |                                           |
| 10 décembre 1854  | 21 mars 1865      | Prosper Cabanon                      |               |                                           |
| 21 mars 1865      | 6 septembre 1865  | François Fraisse                     |               |                                           |
| 6 septembre 1865  | 18 juin 1871      | Louis Ramondencq                     |               |                                           |
| 18 juin 1871      | 3 avril 1881      | Charles Belpel                       |               |                                           |
| 3 avril 1881      | 20 mai 1888       | Pierre Maury                         |               |                                           |
| 20 mai 1888       | 10 décembre 1919  | Auguste de Crozals                   |               | Président du Syndicat agricole de Béziers |
| 10 décembre 1919  | 18 mai 1929       | Gustave Milhé de Saint Victor        |               | Officier de cavalerie                     |
| 10 mai 1929       | 1939              | Gérard Poursines                     |               |                                           |
| 1940              | 1945              | Germain Icher (non élu)              |               |                                           |
| 1945              | mai 1975 (décès)  | Augustin Trouche                     | SFIO puis PS  |                                           |
| juin 1975         | mars 1977         | Alain Forner                         | PS            |                                           |
| mars 1977         | 1979              | Joseph Calas                         | PCF           |                                           |
| 1979              | mars 2001         | Claude Exposito                      | PS            |                                           |
| mars 2001         | mars 2008         | Jean-Claude Lugan                    | SE            |                                           |
| mars 2008         | décembre 2011     | Claude Exposito                      | SE            |                                           |
| janvier 2012      | En cours          | Gwendoline Chaudoir                  | DVD puis Agir |                                           |

## Démographie
L'évolution du nombre d'habitants est connue à travers les recensements de la population effectués dans la commune depuis 1793. Pour les communes de moins de 10 000 habitants, une enquête de recensement portant sur toute la population est réalisée tous les cinq ans, les populations de référence des années intermédiaires étant quant à elles estimées par interpolation ou extrapolation. Pour la commune, le premier recensement exhaustif entrant dans le cadre du nouveau dispositif a été réalisé en 2007.

En 2022, la commune comptait 3 388 habitants, en évolution de +7,22 % par rapport à 2016 (Hérault : +7,49 %, France hors Mayotte : +2,11 %).
| 1793 | 1800 | 1806 | 1821 | 1831 | 1836 | 1841 | 1846 | 1851 |
| ---- | ---- | ---- | ---- | ---- | ---- | ---- | ---- | ---- |
| 262  | 337  | 292  | 375  | 375  | 424  | 428  | 433  | 472  |

| 1856 | 1861 | 1866 | 1872 | 1876 | 1881 | 1886 | 1891 | 1896 |
| ---- | ---- | ---- | ---- | ---- | ---- | ---- | ---- | ---- |
| 468  | 464  | 483  | 447  | 505  | 569  | 623  | 619  | 717  |

| 1901 | 1906 | 1911 | 1921 | 1926 | 1931 | 1936 | 1946 | 1954 |
| ---- | ---- | ---- | ---- | ---- | ---- | ---- | ---- | ---- |
| 780  | 810  | 831  | 887  | 921  | 993  | 922  | 837  | 915  |

| 1962 | 1968  | 1975  | 1982  | 1990  | 1999  | 2006  | 2007  | 2012  |
| ---- | ----- | ----- | ----- | ----- | ----- | ----- | ----- | ----- |
| 972  | 1 109 | 1 202 | 1 348 | 1 770 | 2 278 | 2 992 | 3 094 | 3 243 |

| 2017  | 2022  | - | - | - | - | - | - | - |
| ----- | ----- | - | - | - | - | - | - | - |
| 3 134 | 3 388 | - | - | - | - | - | - | - |

## Économie

### Revenus
En 2018, la commune compte 1 585 ménages fiscaux, regroupant 3 395 personnes. La médiane du revenu disponible par unité de consommation est de 21 050 € (20 330 € dans le département). 47 % des ménages fiscaux sont imposés (45,8 % dans le département).

### Emploi
|                | 2008   | 2013   | 2018   |
| -------------- | ------ | ------ | ------ |
| Commune        | 9,8 %  | 11,7 % | 14,2 % |
| Département    | 10,1 % | 11,9 % | 12 %   |
| France entière | 8,3 %  | 10 %   | 10 %   |

En 2018, la population âgée de 15 à 64 ans s'élève à 1 712 personnes, parmi lesquelles on compte 69,6 % d'actifs (55,4 % ayant un emploi et 14,2 % de chômeurs) et 30,4 % d'inactifs,. En  2018, le taux de chômage communal (au sens du recensement) des 15-64 ans est supérieur à celui de la France et du département, alors qu'il était inférieur à celui du département en 2008.
La commune fait partie de la couronne de l'aire d'attraction de Béziers, du fait qu'au moins 15 % des actifs travaillent dans le pôle,. Elle compte 677 emplois en 2018, contre 656 en 2013 et 614 en 2008. Le nombre d'actifs ayant un emploi résidant dans la commune est de 965, soit un indicateur de concentration d'emploi de 70,1 % et un taux d'activité parmi les 15 ans ou plus de 45,1 %.
Sur ces 965 actifs de 15 ans ou plus ayant un emploi, 313 travaillent dans la commune, soit 32 % des habitants. Pour se rendre au travail, 83,2 % des habitants utilisent un véhicule personnel ou de fonction à quatre roues, 3,5 % les transports en commun, 8 % s'y rendent en deux-roues, à vélo ou à pied et 5,3 % n'ont pas besoin de transport (travail au domicile).

### Activités hors agriculture

#### Secteurs d'activités
414 établissements sont implantés  à Portiragnes au 31 décembre 2019. Le tableau ci-dessous en détaille le nombre par secteur d'activité et compare les ratios avec ceux du département,.
| Secteur d'activité                                                                                        | Commune | Commune | Département |
| Secteur d'activité                                                                                        | Nombre  | %       | %           |
| --- | ------- | ------- | ----------- |
| Ensemble                                                                                                  | 414     | 100 %   | (100 %)     |
| Industrie manufacturière, industries extractives et autres                                                | 27      | 6,5 %   | (6,7 %)     |
| Construction                                                                                              | 68      | 16,4 %  | (14,1 %)    |
| Commerce de gros et de détail, transports, hébergement et restauration                                    | 170     | 41,1 %  | (28 %)      |
| Information et communication                                                                              | 4       | 1 %     | (3,3 %)     |
| Activités financières et d'assurance                                                                      | 9       | 2,2 %   | (3,2 %)     |
| Activités immobilières                                                                                    | 36      | 8,7 %   | (5,3 %)     |
| Activités spécialisées, scientifiques et techniques et activités de services administratifs et de soutien | 30      | 7,2 %   | (17,1 %)    |
| Administration publique, enseignement, santé humaine et action sociale                                    | 28      | 6,8 %   | (14,2 %)    |
| Autres activités de services                                                                              | 42      | 10,1 %  | (8,1 %)     |

Le secteur du commerce de gros et de détail, des transports, de l'hébergement et de la restauration est prépondérant sur la commune puisqu'il représente 41,1 % du nombre total d'établissements de la commune (170 sur les 414 entreprises implantées  à Portiragnes), contre 28 % au niveau départemental.

#### Entreprises et commerces
Les cinq entreprises ayant leur siège social sur le territoire communal qui génèrent le plus de chiffre d'affaires en 2020 sont : 
- Camping L'emeraude, terrains de camping et parcs pour caravanes ou véhicules de loisirs (1 820 k€)
- SVIS, entretien et réparation de véhicules automobiles légers (1 361 k€)
- Soc Exploit Garage Solier, entretien et réparation de véhicules automobiles légers (1 269 k€)
- Goudronnage Grand Sud, travaux de terrassement courants et travaux préparatoires (667 k€)
- B & S, restauration traditionnelle (424 k€)

### Agriculture
La commune est dans la « Plaine viticole », une petite région agricole occupant la bande côtière du département de l'Hérault. En 2020, l'orientation technico-économique de l'agriculture  sur la commune est la viticulture.
|               | 1988 | 2000  | 2010 | 2020  |
| ------------- | ---- | ----- | ---- | ----- |
| Exploitations | 114  | 75    | 59   | 33    |
| SAU (ha)      | 892  | 1 226 | 770  | 1 125 |

Le nombre d'exploitations agricoles en activité et ayant leur siège dans la commune est passé de 114 lors du recensement agricole de 1988  à 75 en 2000 puis à 59 en 2010 et enfin à 33 en 2020, soit une baisse de 71 % en 32 ans. Le même mouvement est observé à l'échelle du département qui a perdu pendant cette période 67 % de ses exploitations,. La surface agricole utilisée sur la commune est restée relativement stable, passant de 892 ha en 1988 à 1125 ha en 2020. Parallèlement la surface agricole utilisée moyenne par exploitation a augmenté, passant de 8 à 34 ha.

## Culture locale et patrimoine

### Lieux et monuments

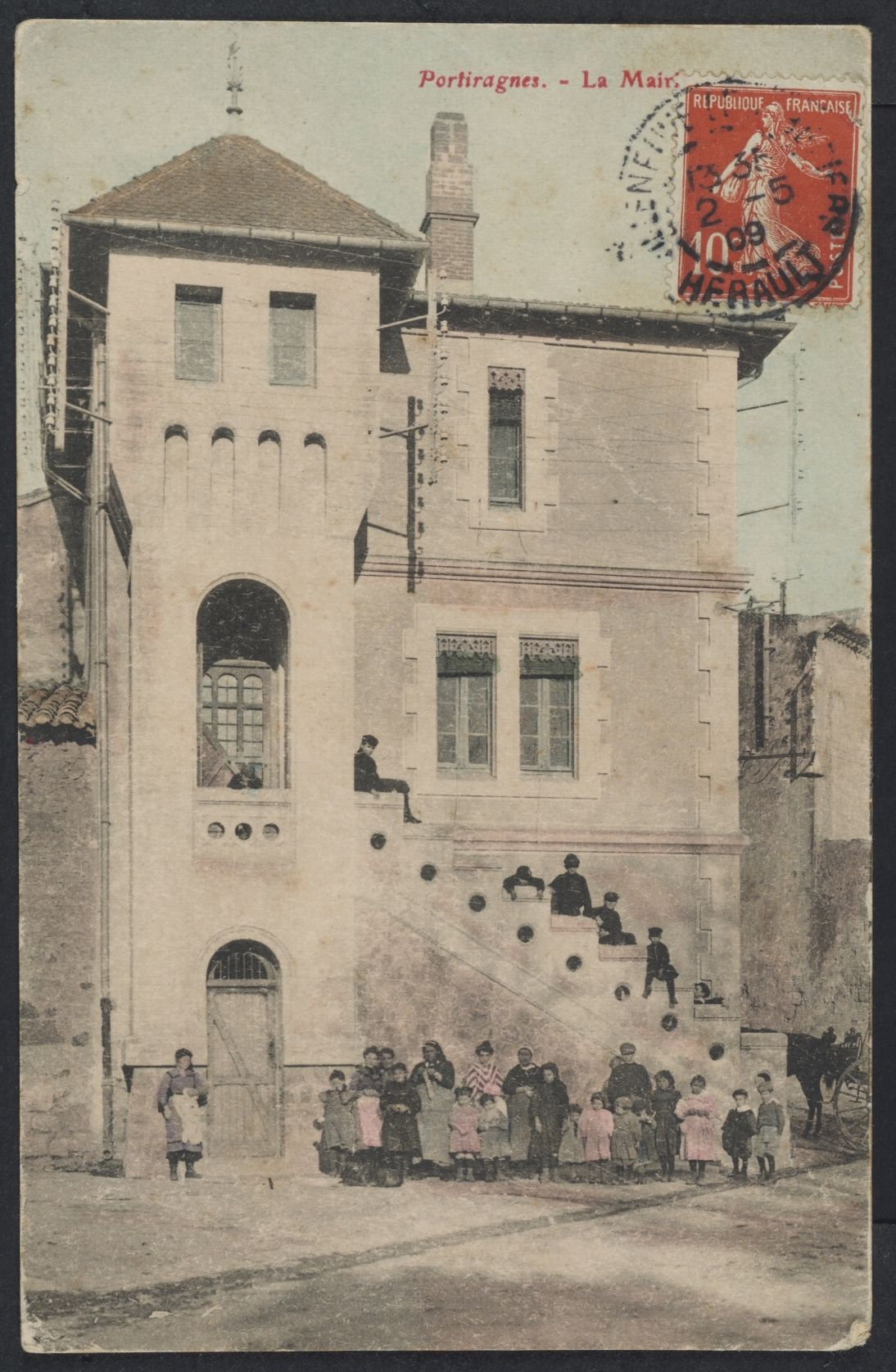
Carte postale de la mairie en 1909.

- Église Saint-Félix de style gothique, en basalte, du XIVe siècle. L'édifice a été classé au titre des monuments historiques en 1932[76].

### Animal totémique

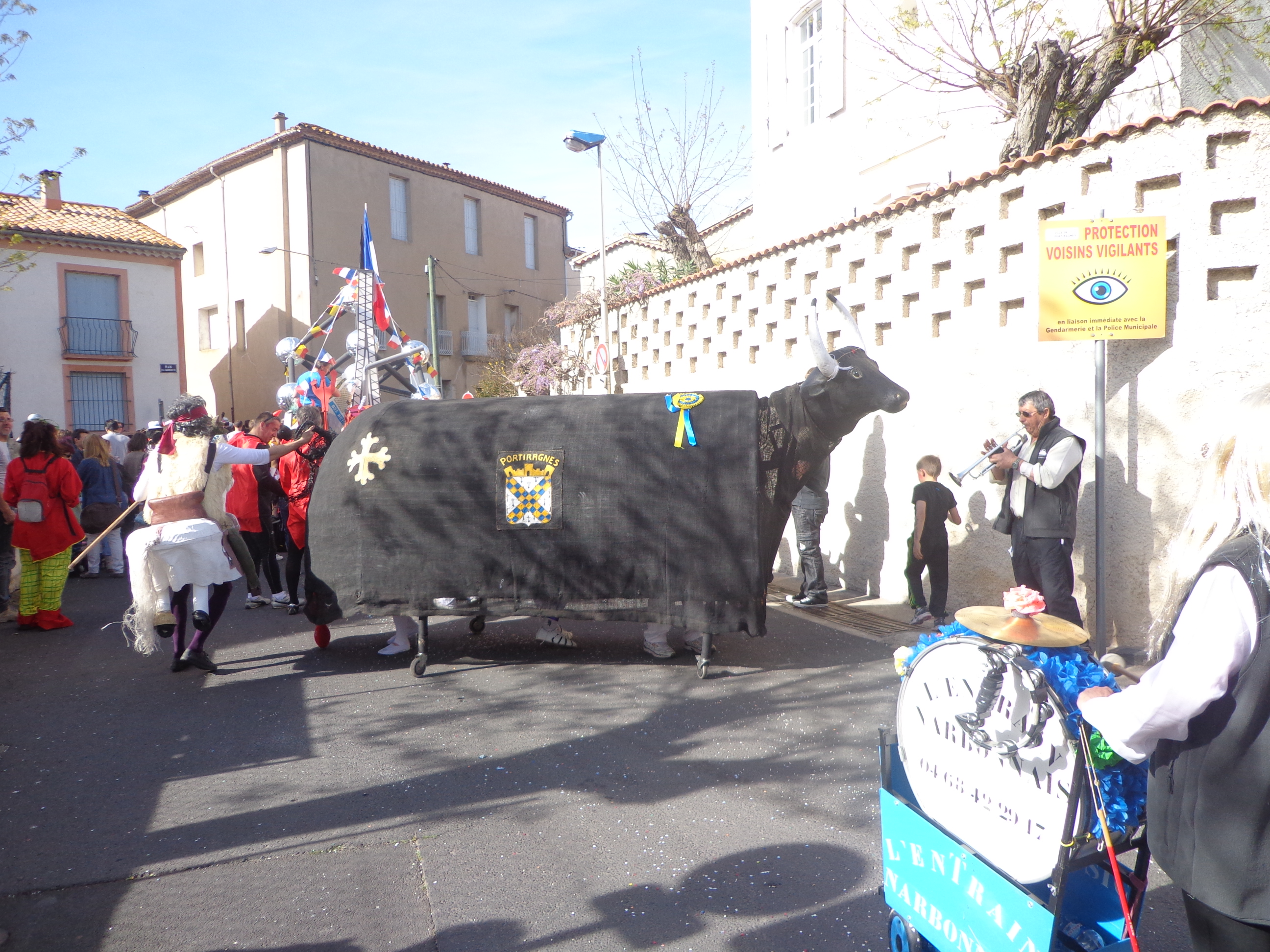
Lo Buòu défil

Lou Biou (en occitan : lo Buòu), qui signifie « le bœuf » ou « le taureau », fait partie des animaux totémiques de l’Hérault. C'est en 2005, d'après un travail auprès des écoliers de Portiragnes, que l'histoire du taureau va naître. Suivant les recommandations des enfants, trois amis vont donner vie au « Biou » en 2009.

### Féria
La féria de Portiragnes se déroule chaque année.

### Héraldique
|  | Les armoiries de Portiragnes se blasonnent ainsi : D'hermine, au sautoir losangé d'or et d'azur. |

### Personnalités liées à la commune
- Portiragnes est le lieu d'origine de la trobairitz occitane Azalaïs de Porcairagues.
- Sébastien Castella, matador.
- Portiragnes est la ville natale du botaniste Pierre Duchartre (né en 1811, décédé en 1894).

## Jumelages
Portiragnes est jumelée avec
 Vieille-Brioude (France).